# اسطوره‌شناسی تطبیقی

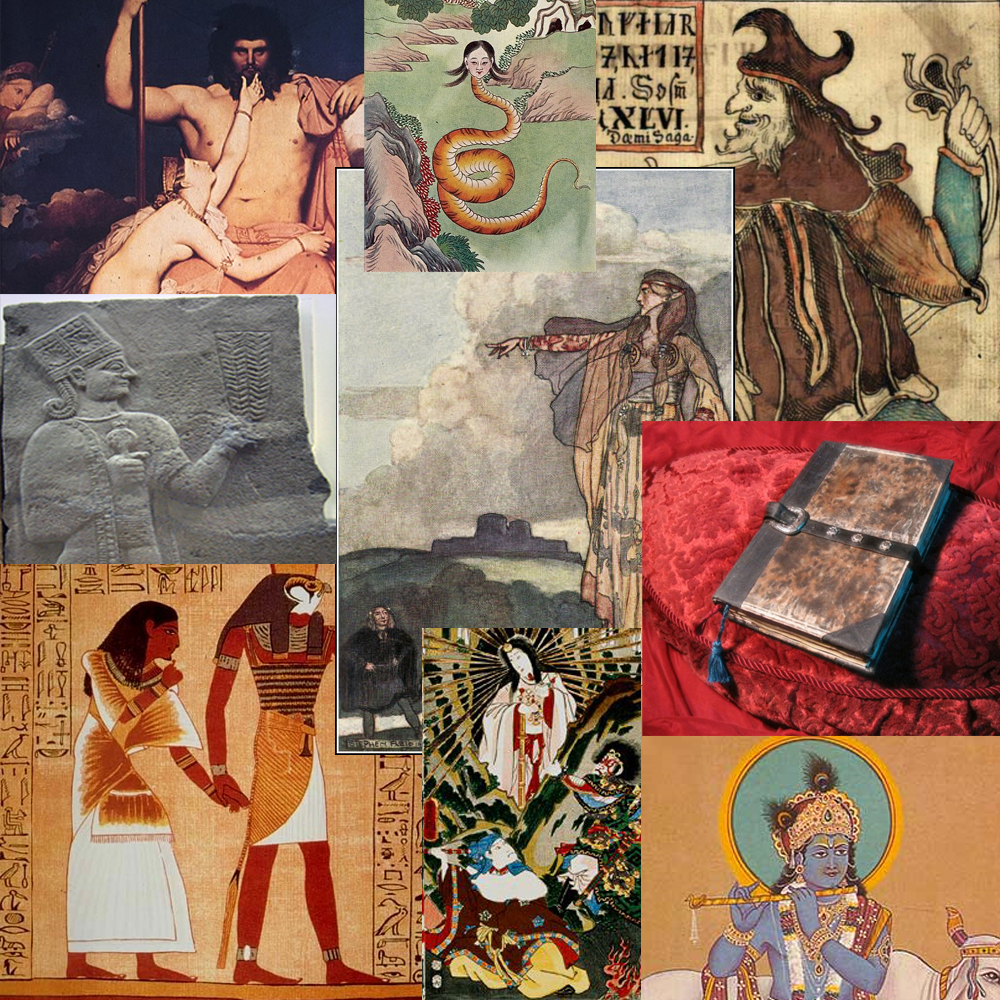

کار علم اسطوره‌شناسی تطبیقی تطبیق و مقایسهٔ اسطوره‌های فرهنگ‌های مختلف به منظور شناسایی ریشه‌ها و صفات مشترک آنهاست. اسطوره‌شناسی تطبیقی کاربردهای آکادمیک مختلفی داشته‌است به عنوان مثال محققان از روابط میان اسطوره‌های مختلف برای بررسی سیر تکاملی ادیان و فرهنگ‌ها استفاده کرده‌اند تا از این طریق ریشه‌های مشترک برای افسانه‌های فرهنگ‌های مختلف ارائه دهند یا نظریه‌های روان‌شناسی را تأیید کنند. اسطوره‌شناسی تطبیقی دانشی است که اساطیر ملت‌های گوناگون را برای دستیابی به الگوهای مشترک و قوانین همسان و نیز پی‌جویی چگونگی و چرایی برآمدن فرهنگ‌ها و ادیان جهان واکاوی می‌کند. مهم‌ترین تلاش‌ها برای شناخت علمی اسطوره با رویکردهای زبان‌شناختی، ساختارشناختی و روان‌شناختی صورت گرفته‌است.

## رویکردهایی به اسطوره‌شناسی تطبیقی
اسطوره‌شناسان تطبیقی از حوزه‌های مختلف ازجمله توده‌شناسی، انسان‌شناسی، زبان‌شناسی و دین‌شناسی وارد این حوزه شده و روش‌های مختلفی برای تطبیق و مقایسهٔ اسطوره‌ها به‌کار گرفته‌اند. در زیر برخی از مهم‌ترین رویکردها به اسطوره‌شناسی تطبیقی آورده شده‌است.

### رویکرد زبان‌شناسی
برخی از محققان، روابط زبانی میان اسطوره‌های فرهنگ‌های مختلف را مدنظر قرار می‌دهند. به عنوان مثال تشابه میان نام خدایان در فرهنگ‌های مختلف. از نمونه‌های موفق این رویکرد می‌توان به مطالعات مربوط به اسطوره‌های هند و اروپایی اشاره کرد. محققان مشابهت‌های برجسته و قابل توجه‌ای میان اصطلاحات مذهبی و اسطوره‌ای فرهنگ‌های مختلف هند و اروپایی یافته‌اند. به عنوان مثال زئوس ایزد آسمان یونانی، ژوپیتر ایزد آسمان رومی و دیائوس پیتْر ایزد آسمان هندی(وِدایی) نام‌های همسان (از نظر زبانی) دارند. این موضوع حاکی از آن است که فرهنگ یونانی‌ها و رومی‌ها و هندی‌ها از یک فرهنگ مشترک نیایی سرچشمه می‌گیرد و اینکه نام‌های زئوس، ژوپیتر، دیائوس و نام آلمانی تیو شکل تکامل یافتهٔ یک نام قدیمی‌تر، * Dyēus ph2ter، هستند که برای اشاره به ایزد آسمان استفاده می‌شد.

### رویکرد ساختاری
بعضی از محققان ساختارهای اساسی و پایه‌ای مشترک میان اسطوره‌های مختلف را مدنظر قرار می‌دهند.
توده‌شناسی به نام ولادیمیر پراپ این موضوع را مطرح کرد که بسیاری از داستان‌های عامیانهٔ روسی یک ساختارِ پیرنگ مشترک دارند، که در آن وقایع معینی طی یک ترتیب قابل پیش‌بینی اتفاق می‌افتند. بر عکس، انسان‌شناسی به نام کلود لوی استروس ساختار یک اسطوره را به جای بررسی برحسب ترتیب وقوع عناصر در پیرنگ، بر حسب روابط انتزاعی میان عناصرش بررسی کرد. لوی استروس عقیده داشت که عناصر یک اسطوره را می‌توان به صورت اضداد دودویی (پخته در مقابل خام، طبیعت و سرشت در مقابل فرهنگ) سازمان داد. وی بر این عقیده بود که هدف اسطوره «وساطت و میانجی‌گری» میان این اضداد به منظور از میان برداشتن کشمکش‌ها و تنش‌ها و تناقضات موجود در فرهنگ یا زندگی انسان، است.

### رویکرد روانشناسی
برخی از محققین این نکته را مطرح می‌کنند که اسطوره‌های فرهنگ‌های مختلف این موضوع را آشکار می‌کنند که نیروهای روانی مشابه در آن فرهنگ‌ها در کار هستند. بعضی از متفکرین فرویدی داستان‌هایی شبیه به داستان یونانی ادیپ را در فرهنگ‌های مختلف یافته‌اند. آن‌ها این‌گونه استدلال می‌کنند که این داستان‌ها نمودهای مختلف عقدهٔ ادیپ را در آن فرهنگ‌ها منعکس می‌کنند. همچنین متفکرین پیرو یونگ تصاویر و موضوع‌ها و الگوهای مشابه‌ای را که در اساطیر فرهنگ‌های مختلف پدیدار شده‌اند را شناسایی کرده‌اند. آن‌ها بر این عقیده‌اند که این‌گونه مشابهت‌ها از کهن الگوهای موجود در سطوح ضمیر ناخودآگاه هر انسان نشئت می‌گیرد.

## اساسی‌ترین مباحث اسطوره‌شناسی تطبیقی
- اسطوره‌های خدایان
- اسطوره‌های فرجام‌گرایانه
- اسطوره‌های انسان[۳]